# Josef Fronek
Josef Fronek (* 23. května 1936 Násedlovice) je český anglista, bohemista a lexikograf donedávna žijící ve Velké Británii. Působil 30 let na University of Glasgow a po návratu do vlasti až do odchodu do důchodu v roce 2011 na Ostravské univerzitě. Je také kritikem politické korektnosti. Žije v Brně.

## Publikace
- Josef Fronek, Česko-anglický slovník, Státní pedagogické nakladatelství, Praha, 1993, 708 stran.  ISBN 80-04-24382-7
- Josef Fronek, Školní česko-anglický slovník, Státní pedagogické nakladatelství, Praha, 1993, 396 stran. ISBN 80-04-26351-8
- Josef Fronek, Anglicko-český slovník s nejnovějšími výrazy, Leda, Praha 1996, 1204 stran. ISBN 80-85927-13-6
- Josef Fronek, Anglicko-český a česko-anglický slovník, Leda, Praha 1999, 1277 stran.  ISBN 80-85927-48-9
- Josef Fronek, Pavel Mokráň, Veda, vydavatelstvo Slovenskej akademie vied, Bratislava, 1999, 1221 stran.
- Josef Fronek, Velký česko-anglický slovník, Leda, Praha 2000, 1597 stran.  ISBN 80-85927-54-3
- Josef Fronek, Pavel Mokráň, Slovensko-anglický frazeologický slovník, Nová práca, Bratislava, 2003, 929 stran.  ISBN 80-88929-45-8
- Josef Fronek, Velký anglicko-český slovník, Leda, Praha 2006, 1734 stran.  ISBN 80-7335-071-8
- Josef Fronek, Pavel Mokráň, Anglicko-slovenský slovník, 2. rozšířené vydání, Nová práca, Bratislava, 2006, 1378 stran.  ISBN 80-88929-80-6
- Velký anglicko-český (a česko-anglický) slovník, elektronická verze, Leda, 2006.
- Josef Fronek, Velký anglicko-český a česko-anglický slovník – největší oboustranný slovník, Leda, Praha 2007, 1523 stran, formát A4.  ISBN 978-80-7335-114-4
- Velký česko-anglický (a anglicko-český) slovník, elektronická verze, Leda, 2007.
- Josef Fronek, Anglicko-český a česko-anglický příruční slovník, Leda, Praha 2010, 1044 stran.  ISBN 978-80-7335-236-3
- Josef Fronek, Anglicko-český a česko-anglický slovník, nové doplněné vydání, Leda, Praha 2012, 1330 stran.
- Josef Fronek, Velký česko-anglický slovník, druhé rozšířené vydání, Leda, Praha 2013, 1797 stran. ISBN 978-80-7335-322-3
- Josef Fronek, Velký anglicko-český slovník, druhé, dvojdílné a podstatně rozšířené vydání, Leda, Praha 2016, 2587 stran. ISBN 978-80-7335-458-9

Knižní vydání slovníkových titulů bylo celkem čtyřikrát oceněno porotou soutěže Slovník roku: 1. místo v letech 1996, 1999, 2001, 2. místo v roce 2007. Dvakrát byly oceněny i elektronické verze slovníků – 1. místo v roce 2006 a 3. místo v roce 2007. 
V roce 2013 ocenila autorovu práci anglická mecenáška a nadšená obdivovatelka češtiny a české kultury, paní Francesca Ball, darem pro českou sekci Katedry slovanských jazyků (University of Glasgow) pro účely založení stipendia pro postgraduální studenty češtiny. V seznamu donací Giving to Glasgow (University) 2014 je následující text: Ball scholarship in Czech Studies. Platinum Gift in honour of Josef Fronek world-famous Czech-English dictionaries and the work he did for Czech at Glasgow University. Po dobu několika let je na katedře pak postgraduální studium vypisováno jako Josef Fronek Scholarship.